# Trionfo della Morte (Buffalmacco)
L'affresco di Buonamico Buffalmacco raffigurante il Trionfo della Morte è il primo di una serie di tre grandi scene per il Campo Santo di Pisa e fu eseguito nel 1336-41, su commissione dei frati domenicani. Staccato dalla parete e riportato su tela (misura: metri 5,6x15,0), l'opera è stata ricollocata (giugno 2018) sulla parete sud-est del Camposanto, dopo un valido restauro.

## Descrizione e stile
Questa scena è la più emblematica del ciclo del Camposanto, con un'interpretazione dello spazio libera e disorganica, contrapposta alla prevalente scuola giottesca contemporanea, con caratteristiche narrative che non hanno confronti immediati nel quadro della pittura della prima metà del Trecento. Lo stato di conservazione è piuttosto rovinato, ma viste le drammatiche vicende che queste pitture hanno subito (già con vistosi problemi, furono incendiate durante la seconda guerra mondiale per poi venire restaurate in tutta fretta usando tecniche e materiali che solo in seguito si sono rivelati inadatti) è quanto meno un miracolo che possiamo ammirarle tutt'oggi. Il problema principale è legato al colore che ha perso di incisività per via di una diffusa polverizzazione durante i secoli, anche a causa della collocazione al coperto, ma a contatto continuo con l'aria esterna, tanto da rendere di difficile lettura i dettagli, che appaiono spesso "spalmati" con lo sfondo. Le zone meglio conservate restano quella più alta, in particolare la battaglia tra angeli e demoni, e le due scene cortesi ai lati.
Il tema del Trionfo della Morte, legato alla credenza della fine del mondo, assume tra le mura di un cimitero, un valore fortemente suggestivo. La scena è frammentata in più scene dominate da diversi sentimenti: l'orrido, il grottesco, il comico, il senso di serenità. Le dame ed i cavalieri che si vedono nell'affresco stanno andando a caccia in allegra brigata (si notino i cani e il falconiere), con le vesti eleganti ed i modi cortesi del tempo; ma, guardando l'intera parete affrescata, ci si accorge che essi non hanno tempo per bearsi delle delizie proprie della vita cortese: la tragedia della morte che trionfa sul mondo terreno sta ormai incombendo su di loro.
La prima avvisaglia è proprio l'incontro tra i tre vivi e i tre morti, che occupa tutta la zona inferiore sinistra dell'affresco. Tre cavalieri, ignari dell'avvertimento del monaco Macario, che domina la parte soprastante da un promontorio roccioso digradante, vivono la loro esistenza senza problemi, ma si trovano davanti tre cadaveri imputriditi nelle loro bare (ciascuno in uno stadio diverso della morte, dal cadavere "fresco", a quello in putrefazione, a quello ormai scheletro; avvolti da serpenti emanano cattivo odore come suggerisce il cavaliere che si tappa il naso).

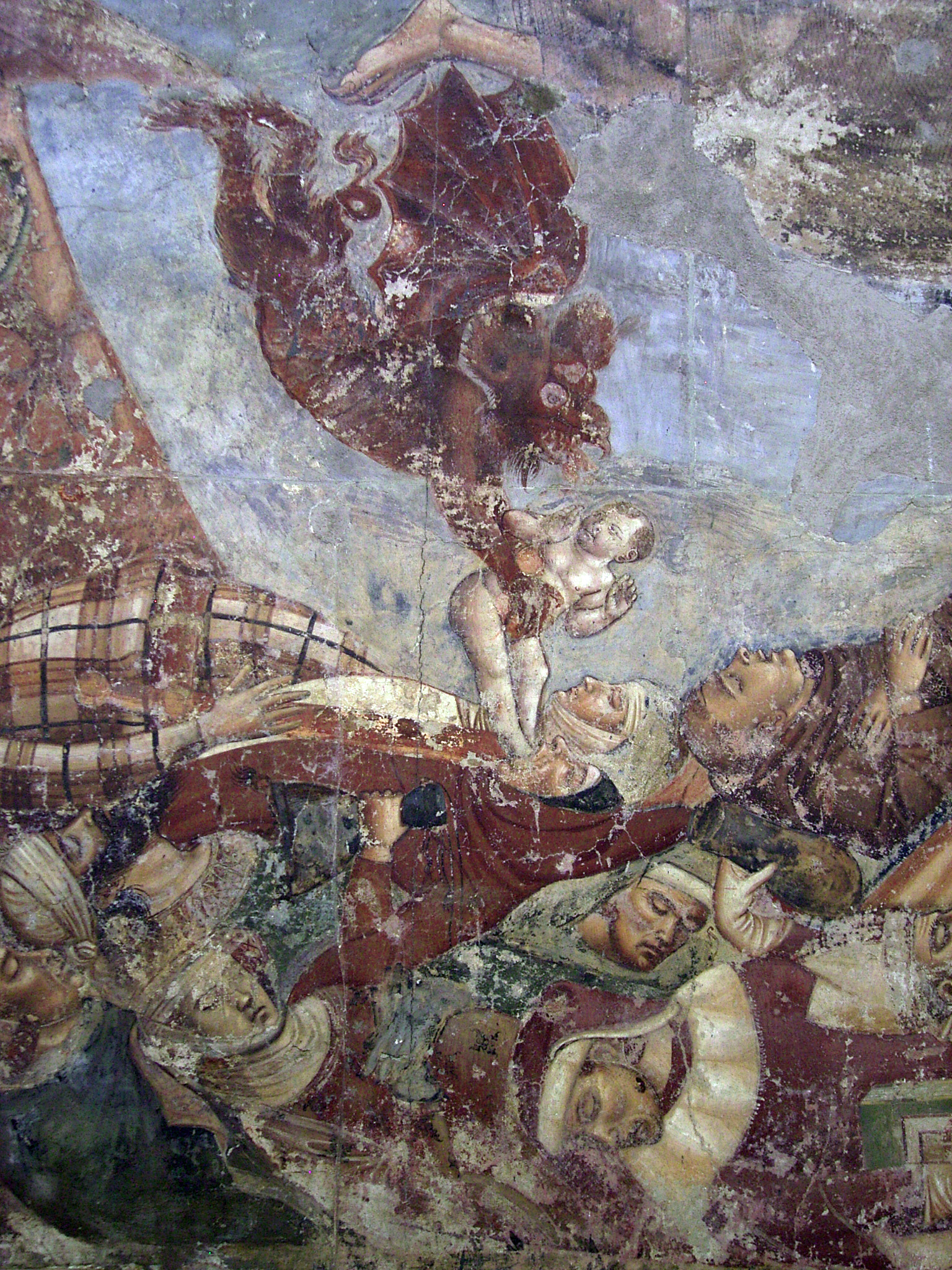
Un demone strappa via un'anima (dettaglio)

Poi, guardando più a destra nel dipinto, si vede che il "Giorno dell'Ira" è ormai iniziato e con esso la battaglia tra angeli soccorrevoli e implacabili demoni, determinati a strappare le anime dai corpi dei defunti. Le anime sono rappresentate in forma di infanti che escono dalla bocca delle persone, secondo un'iconografia tradizionale. In alto si consuma la vera e propria battaglia tra Angeli e Diavoli, che si contendono le anime dei defunti. Il precario stato dell'affresco lascia solo intravedere, in basso, nella zona centrale, la Morte in orribili sembianze di Genio volante munito di falce ed ali di pipistrello che campeggia la scena. Sotto la Morte sta un ammasso di persone ormai falciate: fra esse si scorgono, gli uni sopra gli altri, pontefici, imperatori, regine, principi, poveri, servi e villani, a simboleggiare l'umanità tutta coinvolta in eguale destino di morte. Verso quel mucchio si dirigono diavoli mostruosi, bramosi di stapparne le anime. È dunque un formidabile "Memento mori" quello che viene dall'opera di Buffalmacco. 

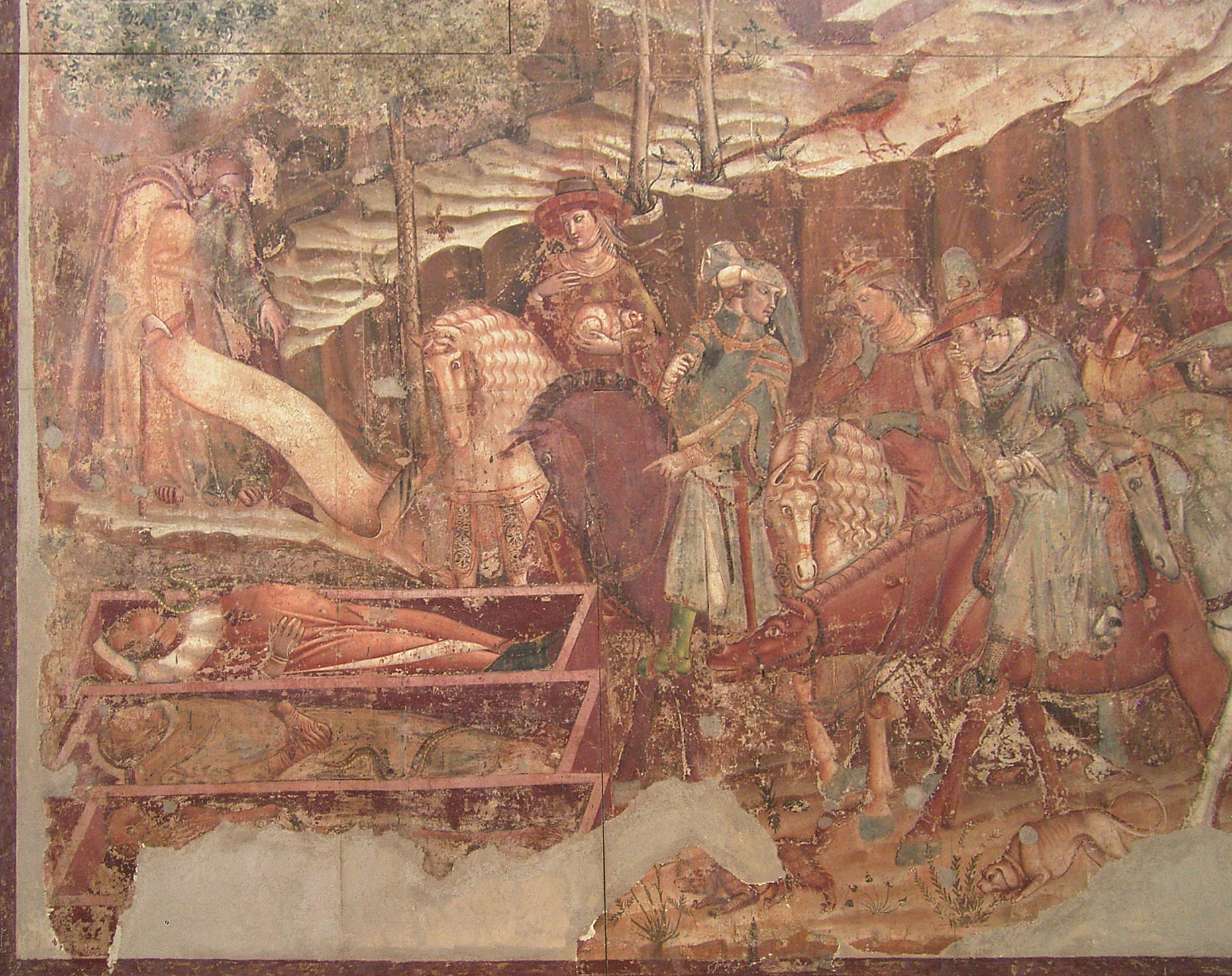
L'incontro tra vivi e morti (dettaglio)

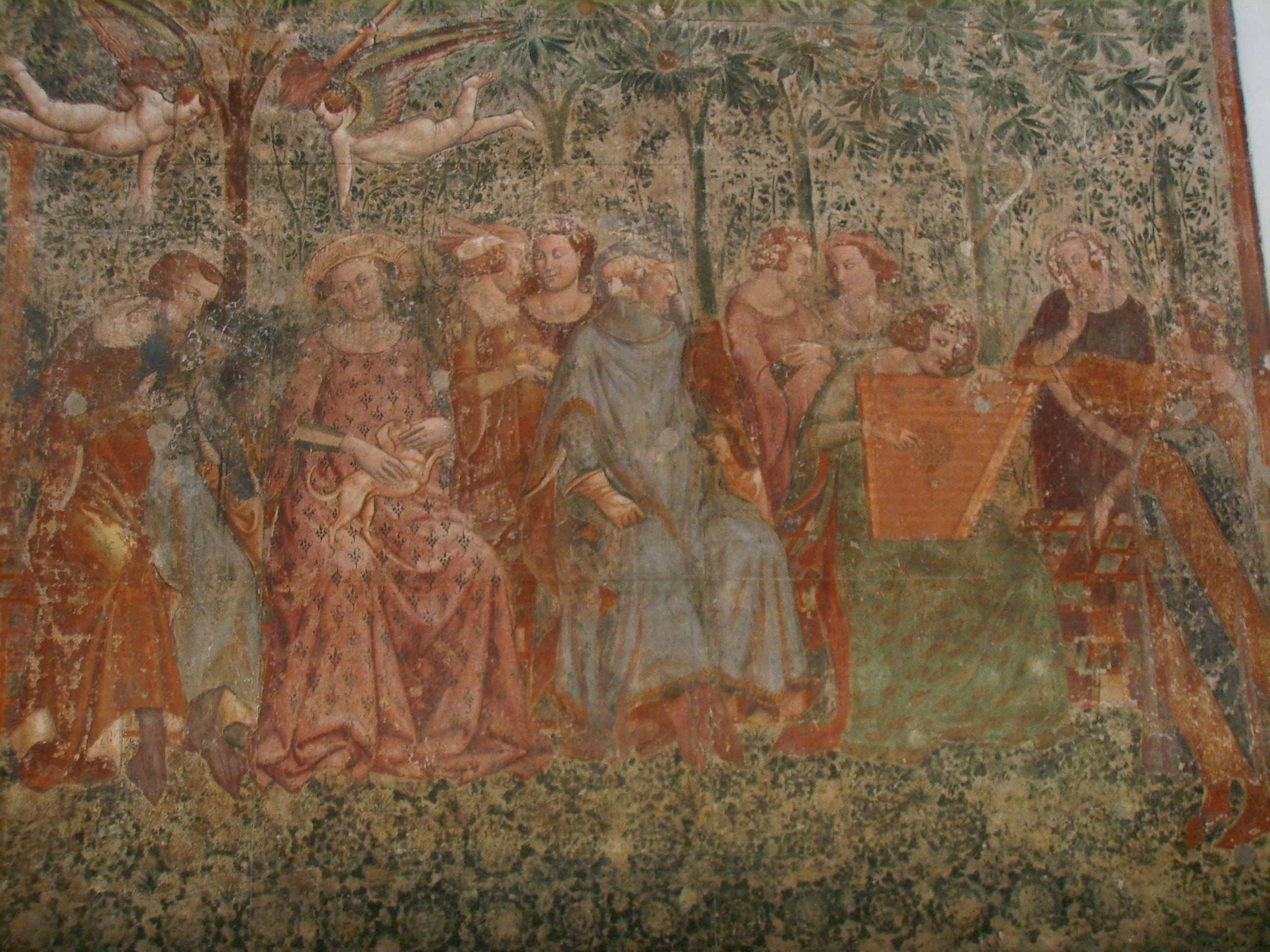
Dieci giovani nel verziere (dettaglio)

In alto sulla sinistra, arrampicati su balze rupestri, stanno quattro monaci intorno ad una chiesetta; si tratta di eremiti che paiono indifferenti al destino di morte. Sono intenti alle opere della vita attiva e contemplativa: chi munge una capra, chi prega o legge seduto, chi guarda in basso la scena. Attorno alla chiesetta, a sottolineare la calma della vita eremitica, si vedono animali selvatici, quali il fagiano o la lepre, prede che la caccia della nobile brigata non riuscirà ormai più a raggiungere. Il monaco Macario, nella parte inferiore dell'affresco, sulla sinistra dello spettatore, si trova all'imboccatura della via del promontorio e cerca di mettere in guardia i giovani: dietro di lui sta l'ardua via in salita della vita eremitica.
Anche nell'ultima parte dell'affresco, quella in basso a destra,  incontriamo una scena che potrebbe apparire di "amor cortese", tipica del gotico internazionale, con i Dieci giovani nel verziere fatta di giovani uomini e donne seduti in un giardino, su un prato smaltato di fiori, all'ombra di profumati aranceti, fra suoni e canti, che si godono la vita spensierati, alla luce di torce tenute da angioletti in volo. Ma proprio verso di loro la Morte sta ora volgendo la sua falce, per rammentare il destino che comunque li attende.

## Danni e restauri
Una vivida lettera di Cosimo Bartoli destinata all'amico Giorgio Vasari lascia intendere che le iscrizioni disseminate sugli affreschi non fossero già allora pienamente intelligibili, a causa dell'umidità fortissima in cui sono collocati quelli di Buffalmacco. Il colpo maggiore fu inferto durante la Seconda Guerra Mondiale: il 27 luglio 1944 la scheggia di una granata colpisce il Camposanto pisano e il tetto, rivestito in piombo, s'infuoca. Le altissime temperature e il piombo colato dal tetto danneggiarono fortemente gli affreschi. Per il salvataggio si procedette alla tecnica dello strappo, rimuovendo i centimetri superficiali del muro che ospita gli affreschi grazie a colle molto forti. Lo strato rimosso fu fissato su supporti di eternit e consolidato. Tuttavia, a causa della condensa formatasi per le variazioni di temperatura, è stata avviata una campagna di restauro ultradecennale volta a scongiurare il progredire della solfatazione delle pitture.
La ricollocazione del ciclo del Trionfo della Morte in Camposanto è avvenuta il 6 giugno 2018.

## Altre immagini

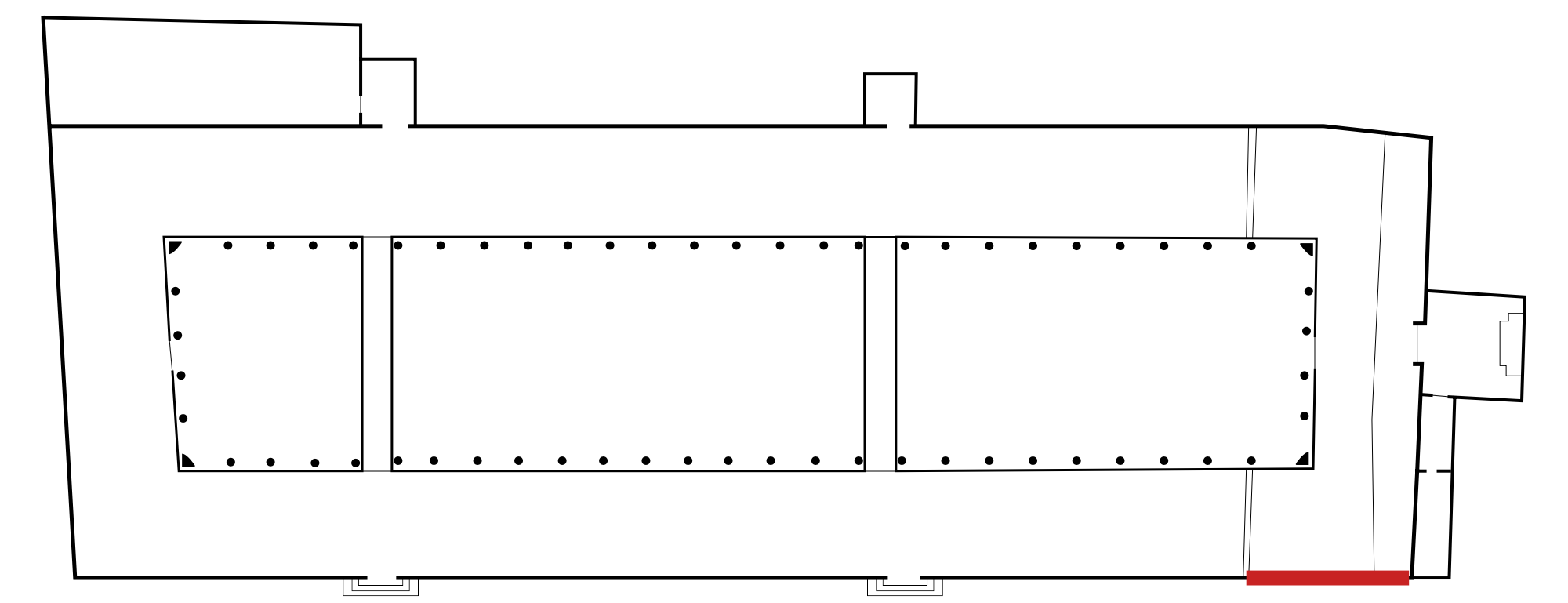
Collocazione dell'affresco nel Campo Santo
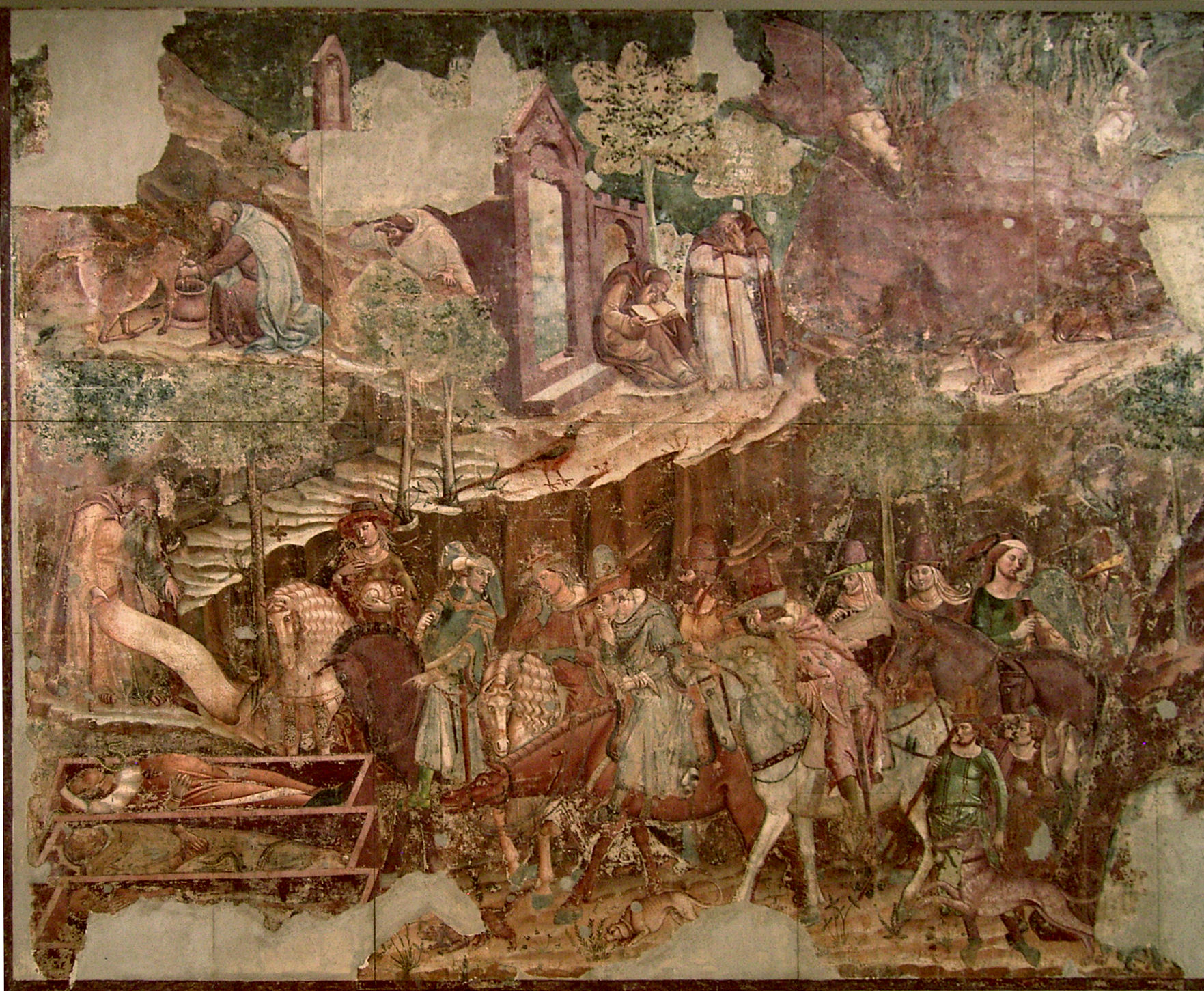
La parte sinistra
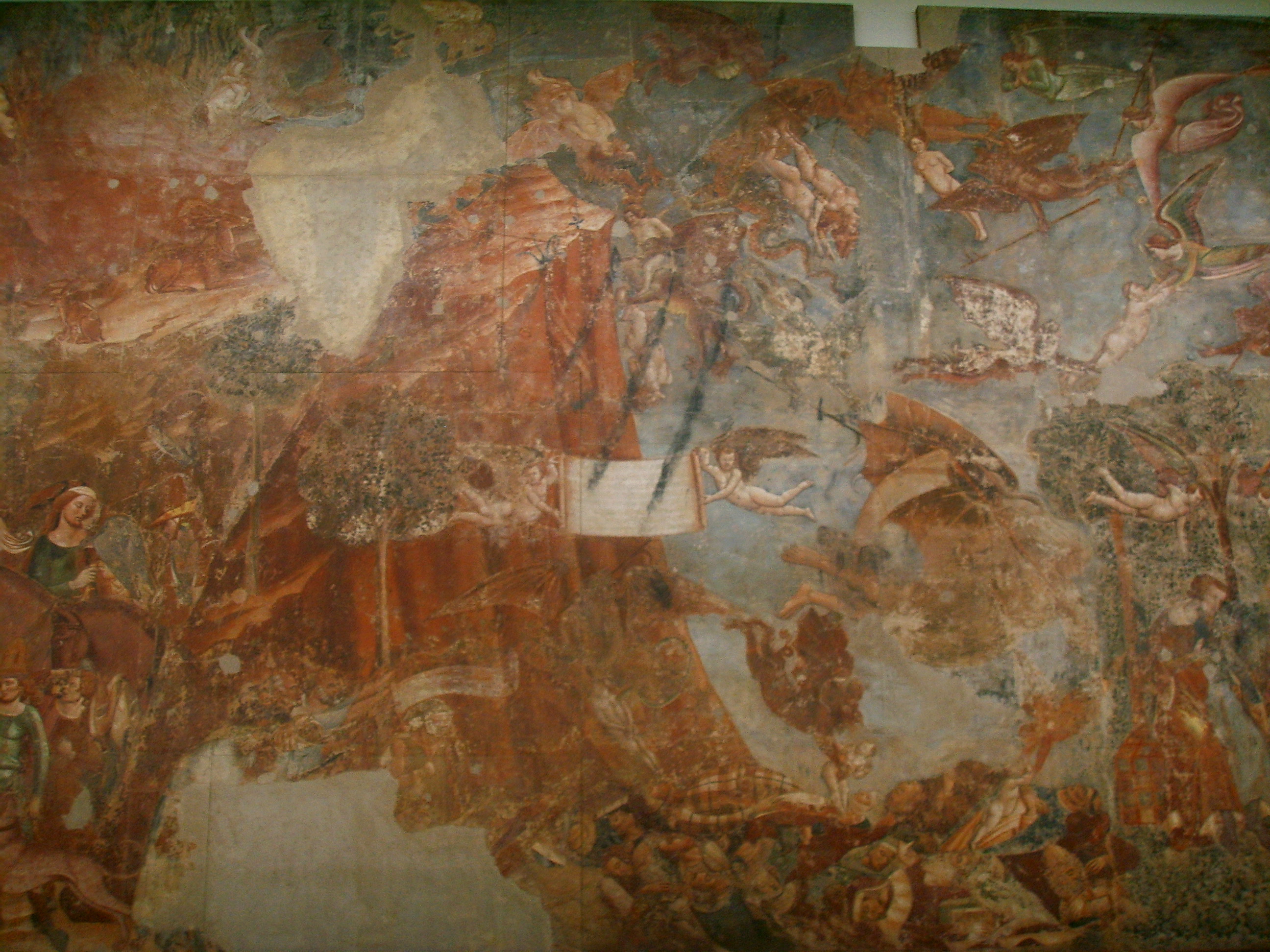
La parte centrale
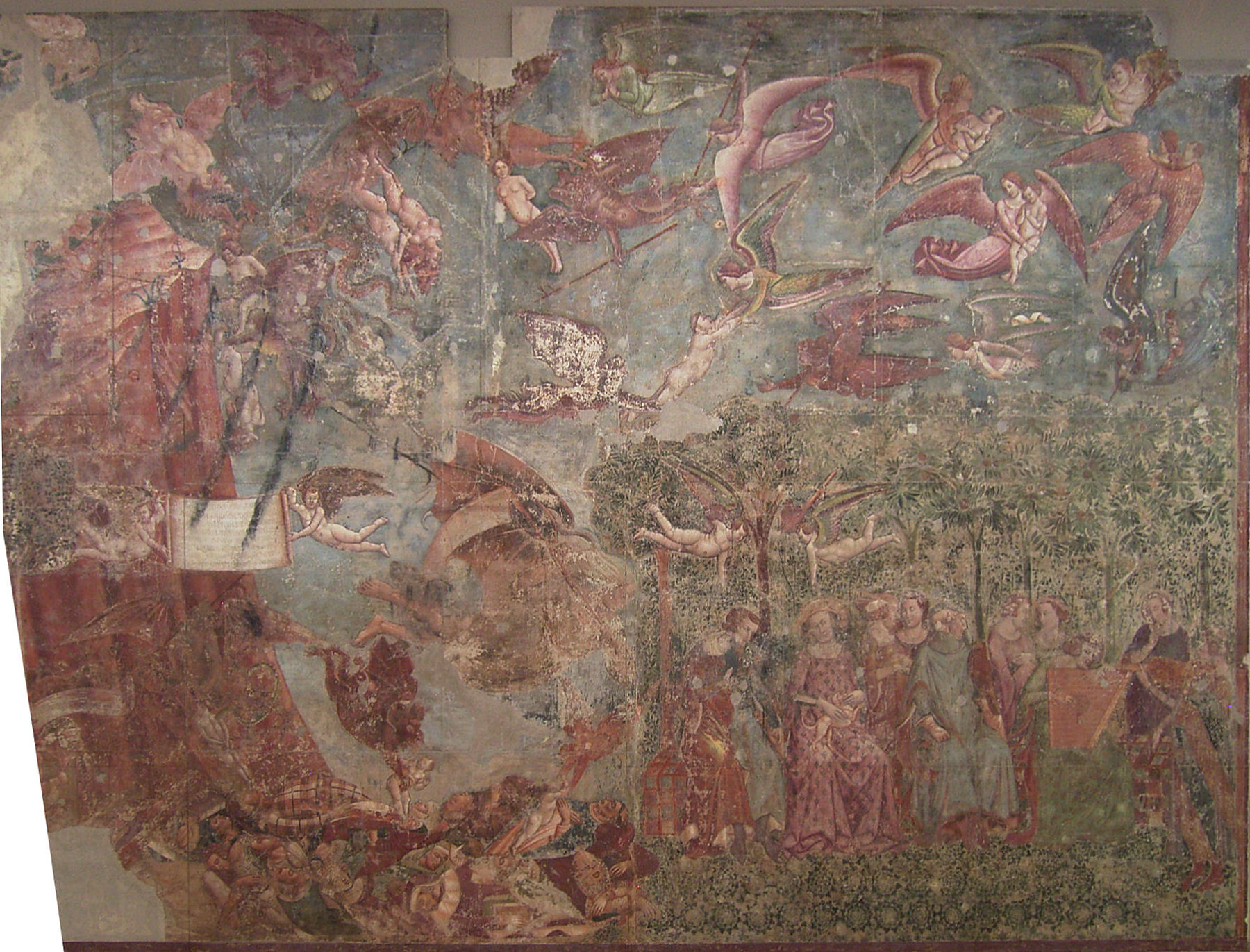
La parte destra